# Organisation républicaine pour l'avenir des nouvelles générations
 (janvier 2024).
L'Organisation républicaine pour l'avenir des nouvelles générations, couramment appelé ORANGE ou parti Orange, est un parti politique comorien créé en 2013.
Le président du parti est Mohamed Daoudou, ancien ministre de l'Intérieur.

## Historique
Le parti se présente pour la première fois à des élections nationales lors des législatives de 2015. Il obtient 6 % des suffrages au premier tour, mais ne réussit pas à remporter un siège. Le parti désigne Mohamed Daoudou comme candidat à l'élection présidentielle de 2016, au cours de laquelle il termine septième sur 25 candidats avec 4 % des suffrages. Aux élections législatives de 2020, il remporte deux sièges, bien que la part de ses voix soit tombée à 4 %, devenant ainsi le deuxième parti en importance à l'Assemblée de l'Union.
Le 30 avril 2024, le chef du parti, Mohamed Daoudou, est arrêté et placé en détention le 2 mai, pour mise en danger d'un policier, violence, séquestration, propagande et incitation à la violence. Il est aussi accusé d'avoir préparé des actions pour perturber l'investiture du président Azali Assoumani, dont il conteste la victoire à la présidentielle,.

## Résultats électoraux

### Élections présidentielles
| Année | Candidat        | Premier tour | Premier tour | Premier tour | Second tour | Second tour | Second tour | Statut  |
| Année | Candidat        | Voix         | %            | Rang         | Voix        | %           | Rang        | Statut  |
| ----- | --------------- | ------------ | ------------ | ------------ | ----------- | ----------- | ----------- | ------- |
| 2024  | Mohamed Daoudou | 17 854       | 10,23        | 3e           |             |             |             | Non élu |

### Élections législatives
| Année | Premier tour | Premier tour | Premier tour | Second tour | Second tour | Second tour | Sièges | +/- |
| Année | Voix         | %            | Rang         | Voix        | %           | Rang        | Sièges | +/- |
| ----- | ------------ | ------------ | ------------ | ----------- | ----------- | ----------- | ------ | --- |
| 2015  | 10 897       | 6,06         | 5e           | 1 644       | 0,97        | 5e          | 0 / 33 | Nv  |
| 2020  | 8 073        | 4,32         | 2e           | 6 382       | 18,85       | 2e          | 2 / 33 | 2   |
| 2025  | 8 104        | 4,94         | 2e           |             |             |             | 0 / 33 | 2   |